# Falkenbergs FF
Falkenbergs FF znany jako Falkenberg albo FFF – szwedzki klub piłkarski grający obecnie w Superettan, mający siedzibę w mieście Falkenberg.

## Sukcesy
- Superettan
  - mistrzostwo (1): 2013

## Piłkarze, trenerzy, prezydenci i właściciele klubu

### Piłkarze

#### Aktualny skład zespołu
| Nr | Poz. | Piłkarz              |
| -- | ---- | -------------------- |
| 1  | BR   | Johan Brattberg      |
| 3  | PO   | Melker Nilsson       |
| 4  | OB   | Carl Johansson       |
| 8  | OB   | Tobias Karlsson      |
| 9  | NA   | Nsima Peter          |
| 10 | PO   | Karl Söderström      |
| 12 | PO   | Christoffer Carlsson |
| 13 | PO   | Marcus Mathisen      |
| 16 | BR   | Dennis Bengtsson     |
| 17 | NA   | Edi Sylisufaj        |
| 18 | OB   | Jacob Ericsson       |
| 20 | NA   | John Chibuike        |

| Nr | Poz. | Piłkarz              |
| -- | ---- | -------------------- |
| 21 | OB   | Mahmut Özen          |
| 22 | PO   | John Björkengren     |
| 24 | PO   | Anton Wede           |
| 25 | OB   | Tobias Englund       |
| 33 | OB   | Tibor Joza (kapitan) |
|    | OB   | Denis Kelmendi       |
|    | BR   | Tim Erlandsson       |
|    | NA   | Kwame Kizito         |
|    | OB   | Gabriel Johansson    |
|    | PO   | Rasmus Fridolf       |
|    | PO   | Lorik Ademi          |
|    | PO   | Mohammad Ahmadi      |

### Trenerzy
- 1929–1931:  Thure Claesson
- 1932–1933:  Henning Svensson
- 1934–1946:  Tobbi Svenson
- 1947:  Erik Göransson
- 1948–1950:  Henry Antfors
- 1951:  Nils Rydell
- 1952:  Gösta Lambertsson
- 1953–1954:  Tobbi Svenson
- 1955:  Gunnar Rydberg i Axel Löfgren
- 1956:  Gunnar Rydberg
- 1957–1958:  John Vikdahl
- 1959:  Rune Ludvigsson i Fingal Mårtensson
- 1960:  Ingemar Pettersson
- 1961–1963:  Gunnar Svensson
- 1964–1965:  Rolf Johansson
- 1966–1967:  Gunnar Svensson
- 1968:  Hans Ambrosius
- 1969–1970:  Alf Jönsson
- 1971–1972:  Ove Bernhard i Rolf Jakobsson
- 1973:  Hans Ambrosius
- 1974–1976:  Lars Nylander
- 1977–1979:  Jan Anders Andersson
- 1980–1981:  Bengt Carnelid
- 1982–1984:  Hasse Selander
- 1985–1986:  PG Skoglund
- 1987–1989:  Olle Kristenson
- 1990–1991:  Bryan King
- 1992–1996:  Stig Kristensson
- 1997:  Rutger Backe i Sven Sjöholm
- 1997–1999:  Roberto Jakobsson
- 2000–2001:  Uno Andersson
- 2002–2003:  Örjan Glans
- 2004:  Lars Borgström
- 2004–2007:  Stig Kristensson
- 2008–2012:  Thomas Askebrand
- 2013:  Hans Eklund
- 2014:  Henrik Larsson
- 2015–...:  Hans Eklund